# 愛知県道49号春日井犬山線
愛知県道49号春日井犬山線（あいちけんどう49ごう かすがいいぬやません）は、愛知県春日井市から小牧市を経由して犬山市に至る主要地方道（愛知県道）である。起点で国道19号より分かれ、中央自動車道小牧東インターチェンジを経て北上し尾張パークウェイ今井南インターチェンジに接続。その後西へ向かい国道41号に接続する。

## 概要

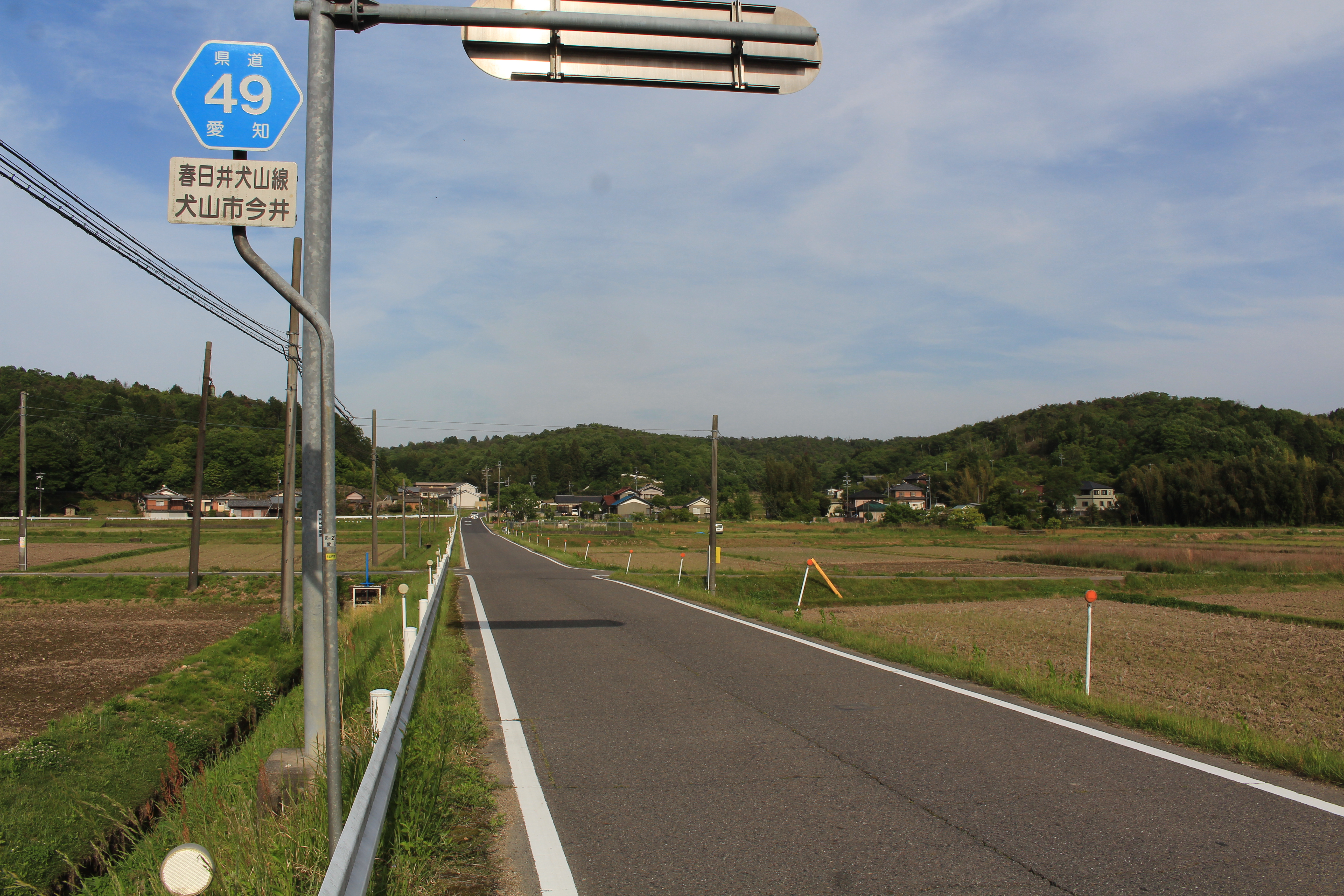
愛知県道49号春日井犬山線、犬山市今井にて

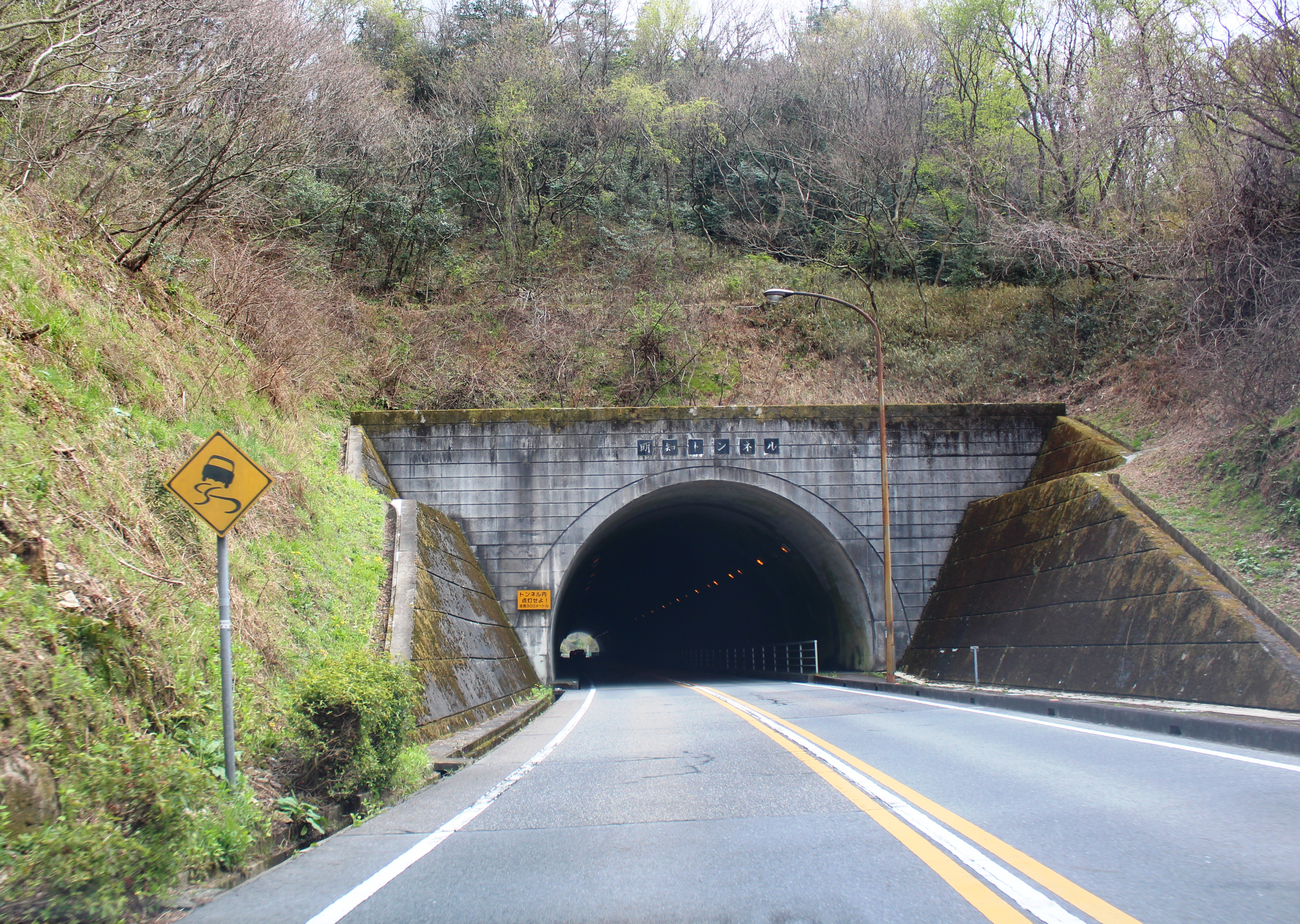
明知トンネル、春日井市明知町にて

### 路線データ
- 起点：愛知県春日井市明知町（明知北交差点：国道19号交点）
- 終点：愛知県犬山市塔野地（塔野地交差点：国道41号・愛知県道64号一宮犬山線交点）

## 沿革
- 1980年（昭和55年）11月4日 認定。当初は一般県道506号だった。
- 1983年（昭和58年）2月21日 前年4月の主要地方道指定に伴い[1]、県道番号を506から49に変更。従来、県道49号は主要地方道半田知立線（現・国道419号の一部）で使用されていた。

## 通過する自治体
- 愛知県
  - 春日井市
  - 小牧市
  - 犬山市

## 接続・交差する道路
- 国道19号（春日井バイパス）（明知北交差点）
- 中央自動車道（小牧東インターチェンジ）
- 愛知県道16号多治見犬山線（郷中新橋南交差点）
- 尾張パークウェイ（今井南インターチェンジ）
- 国道41号（名濃バイパス）・愛知県道64号一宮犬山線（塔野地交差点）

## 周辺

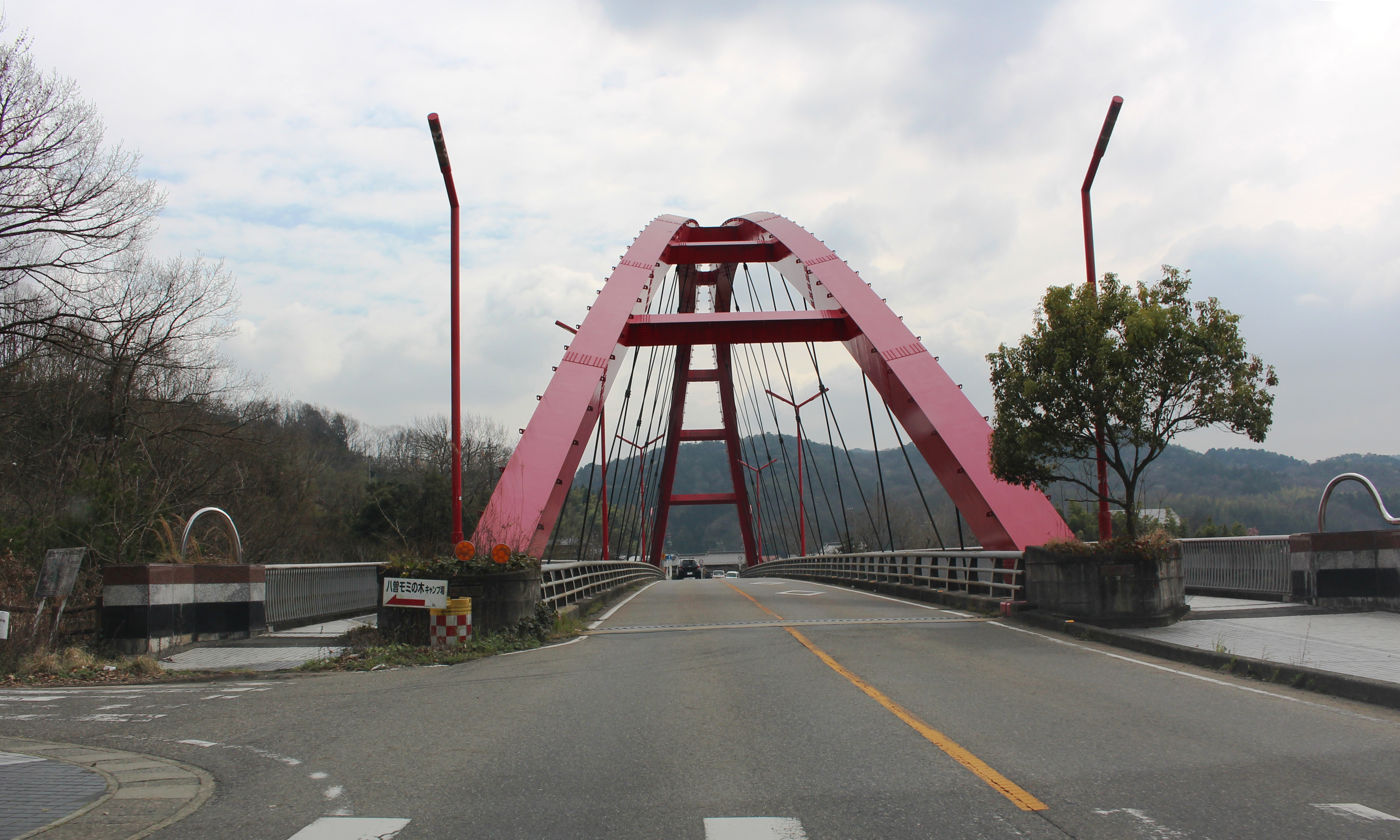
五条川に架かる入鹿大橋、犬山市の入鹿池畔にて

- 春日井ファミリーゴルフ場
- 春日井カントリークラブ
- 入鹿池
- 犬山カンツリー倶楽部
- 犬山市民健康館
- 犬山病院

## かつて存在した有料道路区間

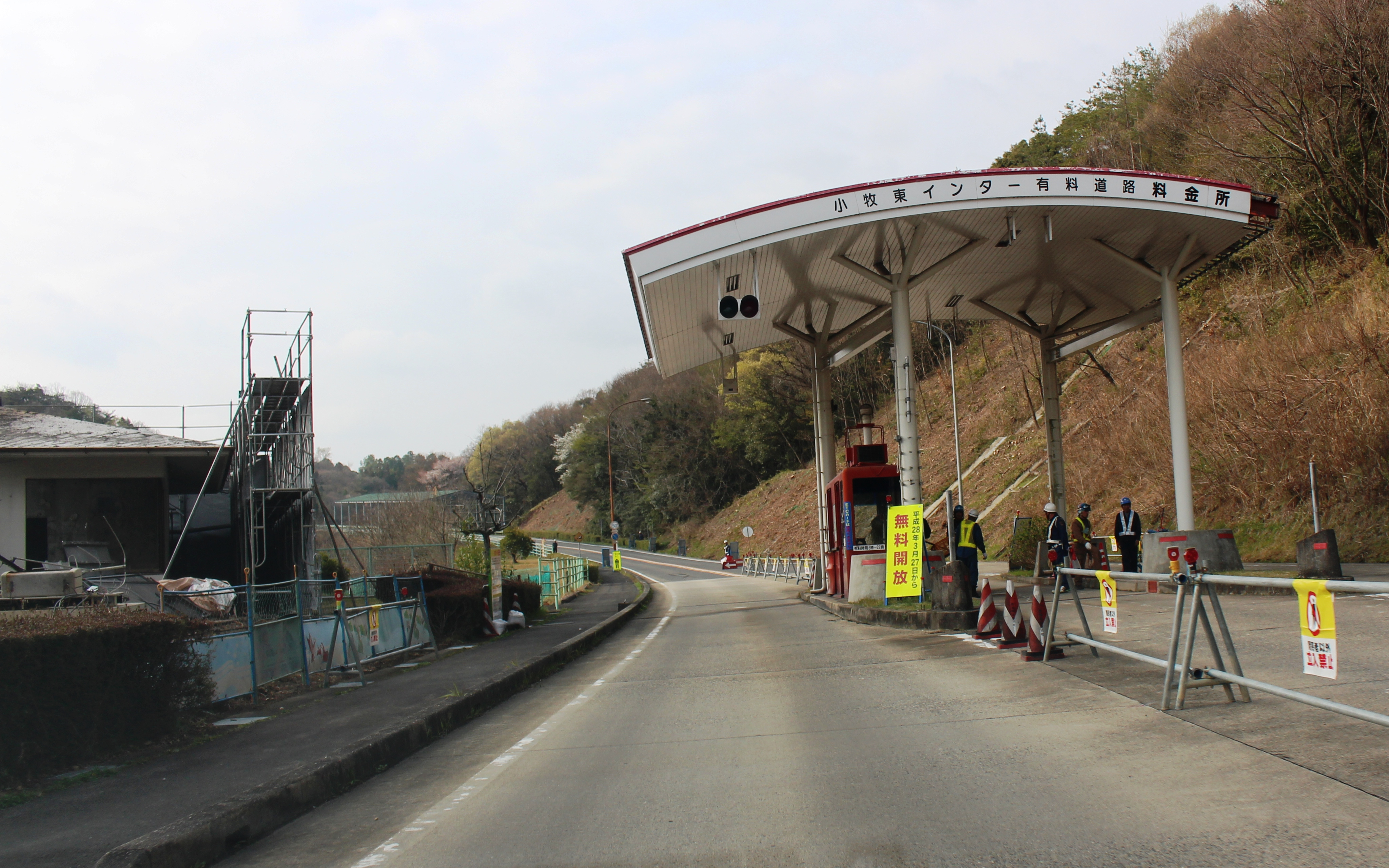
2016年3月27日に無料化された旧小牧東インター有料道路の料金所

- 小牧東インター有料道路（国道19号 - 小牧東インターチェンジ）2016年3月27日に無料化